# Phiala hologramma
Phiala hologramma is een vlinder uit de familie van de Eupterotidae. De wetenschappelijke naam van de soort is voor het eerst voorgesteld als Stibolepis hologramma door Per Olof Christopher Aurivillius in een publicatie uit 1904.
De spanwijdte bedraagt 55 millimeter.
De soort komt voor in Congo-Kinshasa, Oeganda, Kenia, Zambia Mozambique en Zimbabwe.